# Clastoptera irrorata
Clastoptera irrorata är en insektsart som beskrevs av Fowler 1898. Clastoptera irrorata ingår i släktet Clastoptera och familjen Clastopteridae. Inga underarter finns listade i Catalogue of Life.